# Sofia Lind
Sofia Lind, född 4 september 1975, är en svensk längdåkare, tävlande för Åsarna IK. Linds främsta idrottsliga framgångar har skett i Vasaloppet där hon på elva starter mellan 1996 och 2006 fem gånger varit snabbaste dam (1996, 1997, 1999, 2004, 2005) och fem gånger näst snabbast.
Numera kan hon även titulera sig som vinnare av 100 års-jubileet av Vasaloppet 2022 där de tävlande åkte med tidsenlig dräkt och skidor.
Sofia Lind är syster till längdåkaren Björn Lind.